# Distrito do Norte (Hong Kong)
O Distrito do Norte é um dos dezoito distritos de Hong Kong e um dos nove dos Novos Territórios. Tem uma área de 168km².
Segundo o censo de 2001, o Distrito do Norte tem 298.567 habitantes.